# Saliva

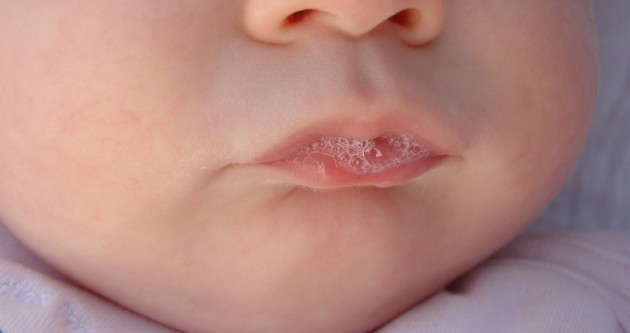
Saliva en los labios de un bebé.

La saliva o baba es un fluido líquido de reacción alcalina complejo, algo viscoso producido por las glándulas salivales en la cavidad bucal e involucrado en la primera fase de la digestión.
Participa en la limpieza de residuos de alimentos y bacterias, amortigua los efectos perjudiciales de ácidos y bases, proporciona iones para la remineralización de la dentición, tiene poder antibacteriano, antivírico y antimicótico. Además, la saliva participa en la masticación y deglución, así como en el habla.
La saliva puede ser la forma de contagiarse enfermedades en los seres humanos, como el herpes labial, la mononucleosis infecciosa.

## Producción
Se estima que la boca está humedecida por la producción de entre 1 y 1,5 litros de saliva al día, si la persona está hidratada. Durante la vida de una persona se generan aproximadamente 43 800 litros. Esta cantidad de saliva es variable, ya que va disminuyendo conforme aumenta la edad y debido a diferentes tratamientos. La producción de saliva está relacionada con el ciclo circadiano, de tal manera que por la noche se segrega una mínima cantidad de saliva.
La saliva es segregada por las glándulas salivales mayores parótida y submaxilar (80-90 %) en condiciones estimuladas, mientras que las glándulas sublinguales producen sólo el 5 % del total. Las glándulas menores son responsables básicamente de la secreción en reposo y contribuyen al 5-10 % del total de saliva secretada.
La disminución patológica de saliva recibe el nombre de hiposalivación o hiposialia, mientras que la sensación de sequedad bucal se denomina xerostomía, y la producción excesiva, sialorrea.
La medición de la producción de la saliva se llama sialometría.

## Composición
La saliva es un líquido transparente y de viscosidad variable, lo que se atribuye al ácido siálico. Es inodora como el agua.
La composición y pH de la saliva varían en función de los estímulos (como el olor o la visión de la comida). El pH salival normal oscila entre 6,5 y 7. Las dos proteínas más importantes de la saliva son la amilasa y la mucina. La amilasa es producida predominantemente por las glándulas parótidas y la mucina por las glándulas sublinguales y submandibulares. La mucina es la responsable de la viscosidad de la saliva. Otras proteínas presentes son la muramidasa o lisozima que ataca el ácido murámico de algunas bacterias, la lipasa lingual una enzima importante para la digestión de la leche, la lactoferrina una proteína que liga al hierro, el factor de crecimiento epidérmico que estimula el crecimiento de las células de la mucosa gástrica, inmunoglobulinas (IgA) y sustancias del sistema sanguíneo.
La composición de la saliva es similar a la del plasma y se caracteriza por los siguientes componentes:
- Agua: representa más del 99 %.[8][9] Permite que los alimentos se disuelvan y se pueda percibir su sabor a través del sentido del gusto. Anulándose este si el alimento no se disuelve correctamente.
- Iones cloruro: activan la amilasa salival o ptialina.
- Bicarbonato: neutralizan el pH de los alimentos ácidos y de la corrosión bacteriana.
- Moco: El contenido de mucina, glicoproteína fundamental de la saliva, produce la viscosidad necesaria para funciones lubricantes y de formación del bolo alimenticio que facilita la deglución a lo largo del tubo digestivo, sin dañarlo.[10]
- Lisozima: es una sustancia antimicrobiana que destruye las bacterias contenidas en los alimentos, protegiendo en parte los dientes de la caries y de las infecciones.
- Enzimas: como la ptialina, que es una amilasa que hidroliza el almidón parcialmente en la boca, comenzando la digestión de los hidratos de carbono. La lipasa lingual inicia también la digestión de grasas.[10]
- Estaterina: con un extremo amino terminal muy ácido, que inhibe la precipitación de fosfato cálcico al unirse a los cristales de hidroxiapatita. Además, también tiene función antibacteriana y antifúngica.
- Otras sustancias: la saliva contiene también inmunoglobulinas específicas, transferrina y lactoferrina. En  2006 investigadores franceses del Instituto Pasteur identificaron una sustancia en la saliva humana que llamaron opiorfina, similar a la encontrada en ratas y vacas, que es hasta seis veces más potente que la morfina para calmar el dolor.[11][12]
- Calcio: la saliva está saturada de Ca2+, con lo que se evita que los dientes lo pierdan y ayuda a digerir el alimento.
- Tiocianato: protege los dientes de las bacterias.

## Funciones
En los humanos y en los animales, la saliva es muy importante para:
- Mantener el pH neutro, es decir a 7.4. Esta capacidad tamponadora del medio al neutralizar el medio ácido producido tras las comidas evita la desmineralización del esmalte dental y la acumulación de sarro que se produce con un pH básico.
- Cicatrización: Además de favorecer la mineralización del esmalte de los dientes por su capacidad tamponadora, la saliva contiene también un factor de crecimiento epidérmico que facilita la cicatrización de la mucosa bucal lesionada.[13]
- Función digestiva: Por el efecto de las enzimas que contiene, al mezclarse con el alimento junto con la masticación lo transforma en bolo alimenticio, iniciando la digestión de carbohidratos y grasas y facilitando la deglución.[10]
- Función gustativa: la saliva permite que las partículas sápidas (responsables del sabor) de los alimentos, alcancen y estimulen químicamente los corpúsculos gustativos en la cavidad oral especialmente en la lengua. Por eso la sensibilidad gustativa es menor cuando disminuye la secreción salival por la edad avanzada, efectos de ciertos medicamentos o por trastornos patológicos.[11]
- Lubricar la cavidad oral, además de facilitar la primera fase de la digestión y la deglución, en la especie humana es importante en la expresión oral al facilitar la articulación de las palabras.[10]
- Mantener el equilibrio hídrico, al disminuir su producción por deshidratación envía un mensaje de alarma al organismo produciendo la sensación de sed.[10]
- Protección: La saliva por su composición enzimática, especialmente por la lizosima, las inmunoglobulinas (IgA) y las proteínas como la muramidasa y la lactoferrina, defiende la cavidad oral de la infección bacteriana.[10] Asimismo, en especies como las serpientes venenosas y de cierto tipo de musaraña, como el almiquí o solenodon, el veneno que las protege de depredadores y enemigos es saliva modificada.[14]
- La saliva del dragón de Komodo tiene varios tipos diferentes de bacterias altamente patógenas que según la hipótesis de algunos estudiosos provocan una septicemia en su presa, que muere a las pocas horas y permite al animal cazarla sin esfuerzo.[15] En 2009 investigadores encontraron sustancias tóxicas en la saliva de esta especie lo que pone en entredicho la hipótesis anterior y plantea la del veneno como su arma depredadora principal.[16]